# 루이스 폰 안
루이스 폰 안(Luis von Ahn, 1979년 ~ )은 과테말라 출신의 기업가이자 카네기멜론 대학교 컴퓨터과학부 교수이다. CAPTCHA를 고안하였으며, 이는 크라우드소싱(crowdsourcing)과 게임화(Gamification)의 시초가 되었다.
2009년 구글에 매각된 reCAPTCHA사의 설립자이기도 하다. 2011년부터는 듀오링고(Duolingo) 프로젝트를 진행하고 있다.

## 같이 보기
- 루이스 폰 안: 대규모 온라인 협업 보관됨 2013-11-28 - 웨이백 머신 TED, 2011년 4월